# Kunstschaatsen
Kunstschaatsen (eigenlijk "kunstrijden op de schaats") is een sportieve gebeurtenis waarbij solisten, paren en groepen schaatsers rotaties, sprongen en andere bewegingen op het ijs maken, die meestal onder begeleiding van muziek worden uitgevoerd. Een serie van schaatselementen wordt in deze sport een "kür" genoemd. De afmetingen van de ijspiste zijn vergelijkbaar met dat van een ijshockeyveld. Daardoor worden deze 2 sporten op de Olympische Spelen bijna altijd op dezelfde piste beoefend.
Het kunstschaatsen is internationaal ondergebracht bij de ISU (internationale schaatsunie), naast het langebaanschaatsen en shorttrack. De ISU organiseert de vijf belangrijkste toernooien (de Olympische toernooien onder auspiciën van het IOC).
- Europese kampioenschappen kunstschaatsen (eerste toernooi in 1891, alleen voor mannen)
- Wereldkampioenschappen kunstschaatsen (eerste toernooi in 1896, alleen voor mannen)
- Olympische Spelen (eerste toernooi op de Spelen van 1908)
- Wereldkampioenschappen kunstschaatsen junioren (eerste toernooi in 1976)
- Viercontinentenkampioenschap (eerste toernooi in 1999)

De officiële onderdelen op deze kampioenschappen zijn solorijden voor mannen en vrouwen, paarrijden (man en vrouw) en ijsdansen (idem). Daarnaast kent het kunstschaatsen het onderdeel synchroonschaatsen (formatieschaatsen door een groep). 
Elk kampioenschap wordt doorgaans afgesloten met een gala, waarin de nummers 1, 2 en 3 van elk onderdeel nog een keer optreden.

## Terminologie
Over de term kunstschaatsen kan enige verwarring ontstaan. Dit komt doordat kunstrijders op het hoogste internationale niveau worden aangezien als "professionele" kunstrijders. Dit is echter niet het geval. Alle kunstrijders zijn amateurs. Wanneer zij rijden in een show of worden ingehuurd voor een demonstratie en daar een geldelijke beloning tegenover staat, worden zij een professioneel kunstrijder.

## Disciplines

### Solisten
Een solist schaatst een wedstrijd die bestaat uit twee onderdelen: de korte kür en de vrije (lange) kür. De korte kür bevat verplichte, door de ISU jaarlijks opnieuw vastgestelde elementen en mag maximaal 2 minuten en 40 seconden duren. De elementen bestaan uit sprongen, pirouetten en passencombinaties.
De vrije kür mag maximaal 4 minuten duren bij de dames en 4 minuten en 30 seconden bij de heren. Deze kür is volledig vrij, maar men moet wel naar de normen van de niveaus de elementen kiezen. De schaatsers kunnen er al hun creativiteit in kwijt en hierin worden vaak de moeilijkste combinaties gesprongen om zo veel mogelijk punten te behalen.

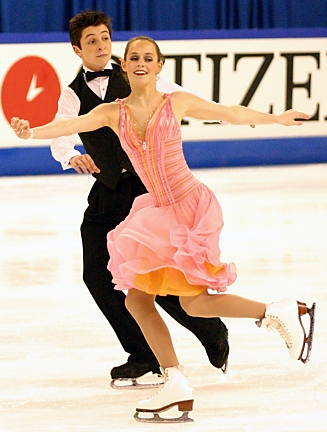
IJsdansen

### Paarrijden
De eisen van de ISU zijn voor dit onderdeel dezelfde als bij de solisten, echter hierbij is ook het synchroon bewegen een belangrijk criterium. Men ziet bij dit onderdeel vaak zogenaamde "geworpen sprongen", waarbij de man de vrouw de lucht in werpt. Zij maakt dan een sprong en komt met één schaats weer neer op het ijs. Verder zijn er ook "lifts", waarbij de man de vrouw boven zijn hoofd in de lucht houdt.

### IJsdansen
IJsdansen onderscheidt zich van paarrijden doordat het gebaseerd is op een klassieke dans en geen sprongen kent. De ISU bepaalt per toernooi welke dans de korte kür vormt, voor de vrije kür mogen de paren dit zelf bepalen. In het ijsdansen is de artisticiteit van groter belang dan bij het paarrijden. Dit is moeilijker dan als solist, want men moet veel geduld en samenspel hebben. Men moet goed op elkaar passen en elkaar helpen als het nodig is.

### Synchroonschaatsen
Synchroonschaatsen (vroeger ook wel precisieschaatsen genoemd) deed in 1957 zijn intrede in de schaatssport. Synchroonschaatsen is een schaatsvorm waaraan iedereen vanaf zes jaar kan deelnemen, zowel op recreatief als op competitieniveau. Bij synchroon gaat het erom dat een groep van minimaal 12 en maximaal 20 schaatssters als groep een kür op het ijs zet en dat daarbij zo veel mogelijk als eenheid wordt opgetreden.
De groep voert een dans uit op zelfgekozen muziek. Deze kür mag niet lijken op wat men bij het solokunstrijden of het ijsdansen doet. Het is de bedoeling dat er allerlei patronen worden gevormd, dat er in verschillende samenstellingen wordt gereden en dat dit alles zo soepel mogelijk in elkaar overvloeit. Synchroonelementen zijn onder andere: wheel, intersection, moves in the field, circle, block, no holds block, spin en (group)lifts.

## Kürelementen

### Sprongen
De sprongen zijn een van de belangrijkste onderdelen in een kür. Het houdt in dat een rijder de lucht in springt, waar hij vervolgens een of meer rotaties maakt en vervolgens op één been landt op het ijs. Dat kan op verschillende manieren, afhankelijk van de voorbereiding en de start van de sprong. De landing is bij alle sprongen hetzelfde: otwel rechtsbuiten achterwaarts voor rijders die tegen de klok in draaien, ofwel linksbuiten achterwaarts voor rijders die met de klok meedraaien.
De meeste rijders draaien tegen de klok in. Om die reden worden de sprongen beschreven voor een tegenklokwaartse rijder. Er zijn zes verschillende sprongen, te categoriseren in priksprongen en kantsprongen.

#### Priksprongen
Een priksprong is een sprong waarbij de rijder de tandjes (prikker) aan de voorkant van de schaats in het ijs prikt om zichzelf te lanceren. Van makkelijk naar moeilijk kennen we de volgende priksprongen:
- Toeloop, of in Europa spot of cherryflip genoemd, wordt ingezet met een rechtsbuiten achterwaartse kant waarbij de linkerprikker in het ijs wordt geprikt.
- Flip wordt ingezet met een linksbinnen achterwaartse kant waarbij de rechterprikker in het ijs wordt geprikt.
- Lutz wordt ingezet met een linksbuiten achterwaartse kant waarbij de rechterprikker in het ijs wordt geprikt.

#### Kantsprongen
Een kantsprong wordt uitgevoerd door te springen van een kant van de schaats, zij het binnen of buitenwaarts, zonder hulp van de prikker. Van makkelijk naar moeilijk noemen we de volgende sprongen:
- Salchow is een sprong die wordt ingezet met een linksbinnen achterwaartse kant.
- Loop, in Europa veelal rittberger genoemd, wordt vanaf een rechtsbuiten achterwaartse kant gesprongen.
- Axel wordt als enige sprong voorwaarts ingezet en wel met linksbuiten. Omdat alle sprongen wel hetzelfde worden geland, wordt er bij deze sprong een halve rotatie meer gedraaid.

#### Sprongcombinaties en rotaties
Naast de inzet wordt ook het aantal rotaties om de lengteas meegerekend om de sprong definitief te kunnen bepalen. Een sprong is naast enkelvoudig ook dubbel, drievoudig of zelfs viervoudig uit te voeren. Viervoudige sprongen worden vrijwel uitsluitend door heren in de seniorencompetitie gesprongen. De enige vrouwen die succesvol viervoudige sprongen uitvoerden waren Miki Ando en Aleksandra Troesova tijdens juniorenwedstrijden en diverse paren voltooiden geworpen viervoudige sprongen. Enkelvoudige en dubbele sprongen worden veelal in een combinatie gesprongen, bijvoorbeeld een dubbele axel gevolgd door een dubbele rittberger en een enkele spot. Opvallend bij deze combinaties is dat de enige sprongen die opvolgend kunnen zijn, slechts de toeloop en de rittberger zijn, omdat die met dezelfde kant worden ingezet als waarop wordt geland.
Door een halve rittberger te springen (welke eigenlijk een volledige rotatie is), die wordt geland met een linksbinnen achterwaartse kant, is het derhalve toch mogelijk opvolgend een salchow of een flip te springen.

### Jurering
Sinds het seizoen 2004/05 kent het kunstschaatsen een geheel andere wijze van jurering en puntentelling. Er werd afgestapt van de perfecte 6.0 score met aftrek van punten voor gemaakte fouten in de kür voor presentatie (korte en vrije kür), techniek (vrije kür) en verplichte figuren (korte kür). Ook het systeem van meerderheidsplaatsingen van de jury kwam te vervallen.
Hiervoor in de plaats kwam een opbouwende puntentelling. Deze regels zijn vastgelegd in de ISU Special Regulations and Technical Rules Single and Pair Skating and Ice Dancing 2006.

## Score
Voor de Technische score wordt uitgegaan van een basiswaarde voor elk schaatselement. Deze is vastgesteld door een groep van experts, inclusief (voormalige) kunstschaatsers en coaches. Elk jurylid kan een element op- of afwaarderen binnen een bereik van +5 tot -5.
Voor de Programmacomponenten kan een jurylid punten toekennen op een schaal van 0.25 tot en met 10.0 (afgerond op 0.25 of een veelvoud daarvan). Deze programmacomponenten zijn voor de mannen, vrouwen, paren (korte en vrije kür) en ijsdansers (korte en vrije kür):
1) Skating skills [SS] (Bekwaamheid)
2) Transitions, Linking Footwork and Movement [TR] (Overgangen, verbindend voetwerk, bewegingen)
3) Performance/Execution [PE] (Presentatie/Uitvoering)
4) Choreography/Composition [CH]
5) Interpretation of the music [IN]
Voor de verplichte figuren bij het ijsdansen zijn er vier programmacomponenten:
1) Skating skills [SS] (Bekwaamheid)
2) Performance/Execution [PE] (Presentatie/Uitvoering)
3) Interpretation [IN]
4) Timing
Finale score
De jurering wordt gedaan door negen juryleden. Er wordt niet meer bekendgemaakt welk jurylid welke score heeft gegeven. Uit de scores van deze negen juryleden worden zeven scores geloot. Van deze zeven worden de hoogste en de laagste score genegeerd. Het gemiddelde van de vijf overgebleven scores vormt de puntenscore voor de solist of het paar per kür.
De eindscore komt tot stand door de technische score en de programmacomponentenscore in elke kür bij elkaar op te tellen en na (eventuele) aftrek van programma-aftrekkingen (bv. 1.0 punt voor een val). Hierna worden de scores in de korte en vrije kür bij elkaar opgeteld. De solist of het paar met de hoogste totaalscore is de winnaar.

## Kunstrijden en commercie
In de meeste talen heet de sport kunstschaatsen of "artistiek schaatsen", maar in het Engels noemt men de sport "figuurschaatsen" (figure skating).
De sport kent nauwe associaties met de zakenwereld en er bestaan vele "spektakels" waarin kunstrijders buiten wedstrijdverband schaatsen. Ook in toernooien wordt soms naast de wedstrijd nog een show voor het publiek gegeven. Vele kunstschaatsers doen mee aan ijsshows, zoals Holiday on Ice of "Disney On Ice" terwijl ze nog sportief concurreren of na hun professionele carrière. Bekende internationale ijsshows zijn "Stars on Ice" en "Champions on Ice". Een bekende Belgische ijsshow is "Ice Fantillusion". Ook worden er shows gehouden door schaatsclubs om met kunsten van hun leden te pronken. Tegenwoordig worden ook in Nederland dit soort shows gehouden: "Sterren dansen op het ijs" en "Dancing on Ice".